# Acrostolia alata
Acrostolia alata là một loài rêu trong họ Aneuraceae. Loài này được Gottsche & Rabenh. Trevis. mô tả khoa học đầu tiên năm 1877.